# Deocriste
Deocriste é uma povoação portuguesa do Município de Viana do Castelo que foi sede da extinta Freguesia de Deocriste, freguesia que tinha 6,39 km² de área e 776 habitantes (2011), e, por isso, uma densidade populacional de foi 121,4 hab/km².
A Freguesia de Deocriste foi extinta (agregada) pela reorganização administrativa de 2012/2013, tendo o seu território sido integrado na então criada União de Freguesias de Subportela, Deocriste e Portela Susã.

## População
| População da freguesia de Deocriste | População da freguesia de Deocriste | População da freguesia de Deocriste | População da freguesia de Deocriste | População da freguesia de Deocriste | População da freguesia de Deocriste | População da freguesia de Deocriste | População da freguesia de Deocriste | População da freguesia de Deocriste | População da freguesia de Deocriste | População da freguesia de Deocriste | População da freguesia de Deocriste | População da freguesia de Deocriste | População da freguesia de Deocriste | População da freguesia de Deocriste |
| ----------------------------------- | ----------------------------------- | ----------------------------------- | ----------------------------------- | ----------------------------------- | ----------------------------------- | ----------------------------------- | ----------------------------------- | ----------------------------------- | ----------------------------------- | ----------------------------------- | ----------------------------------- | ----------------------------------- | ----------------------------------- | ----------------------------------- |
| 1864                                | 1878                                | 1890                                | 1900                                | 1911                                | 1920                                | 1930                                | 1940                                | 1950                                | 1960                                | 1970                                | 1981                                | 1991                                | 2001                                | 2011                                |
| 398                                 | 423                                 | 453                                 | 484                                 | 543                                 | 555                                 | 562                                 | 626                                 | 652                                 | 691                                 | 610                                 | 707                                 | 731                                 | 742                                 | 776                                 |

| Distribuição da População por Grupos Etários | Distribuição da População por Grupos Etários | Distribuição da População por Grupos Etários | Distribuição da População por Grupos Etários | Distribuição da População por Grupos Etários | Distribuição da População por Grupos Etários | Distribuição da População por Grupos Etários | Distribuição da População por Grupos Etários | Distribuição da População por Grupos Etários | Distribuição da População por Grupos Etários |
| -------------------------------------------- | -------------------------------------------- | -------------------------------------------- | -------------------------------------------- | -------------------------------------------- | -------------------------------------------- | -------------------------------------------- | -------------------------------------------- | -------------------------------------------- | -------------------------------------------- |
| Ano                                          | 0-14 Anos                                    | 15-24 Anos                                   | 25-64 Anos                                   | > 65 Anos                                    |                                              | 0-14 Anos                                    | 15-24 Anos                                   | 25-64 Anos                                   | > 65 Anos                                    |
| 2001                                         | 141                                          | 122                                          | 384                                          | 95                                           |                                              | 19,0%                                        | 16,4%                                        | 51,8%                                        | 12,8%                                        |
| 2011                                         | 132                                          | 91                                           | 410                                          | 143                                          |                                              | 17,0%                                        | 11,7%                                        | 52,8%                                        | 18,4%                                        |

## Festividades
- Nossa Senhora do Rosário e São Sebastião (Primeiro Domingo de Outubro)
- Nossa Senhora do Crasto (Abril)
- São Pedro (Junho)